# Serrure tubulaire

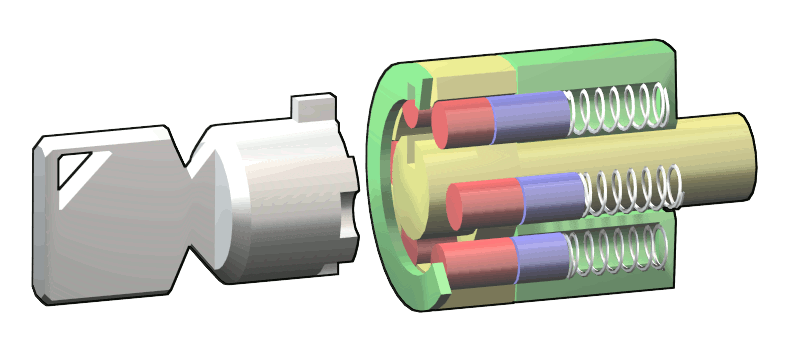
Serrure tubulaire verrouillée

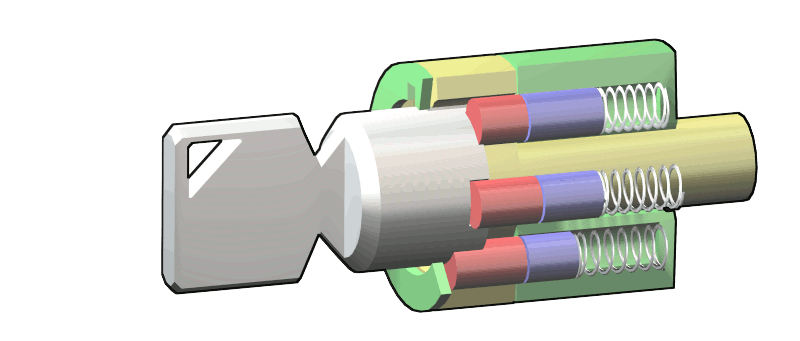
Serrure tubulaire avec sa clé insérée

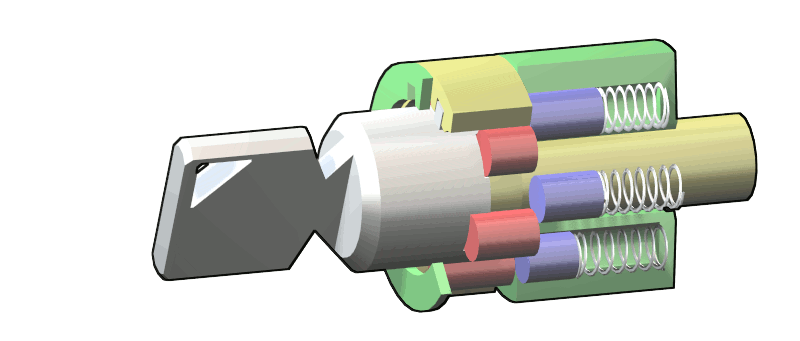
Serrure tubulaire déverrouillée

Une serrure tubulaire est un type de serrure à goupilles, dans laquelle les goupilles sont disposées de façon circulaire par rapport au cylindre. On la rencontre moins fréquemment que la serrure cylindrique. Ce type de serrure se rapproche également fortement de celui d'une serrure à pompe.
Le principe de fonctionnement est similaire à celui d'une serrure cylindrique, à savoir le blocage de la rotation du cylindre par encastrement des goupilles. Dans une serrure tubulaire, le barillet et le cylindre sont percés de trous parallèles à l'axe de la clé, alors que dans une serrure cylindrique ils sont perpendiculaires à ce dernier.
La clef tubulaire prend appui sur un axe central. Son pourtour, cranté, appuie sur les chasse-goupilles, de tailles variables, qui identifient la serrure. Si un point de la clef enfonce trop profondément le chasse-goupille, ce dernier s'enfonce dans le trou percé dans le barillet. Si la clef n'appuie pas suffisamment, la goupille, poussée par le ressort hélicoïdal, vient s'encastrer dans le trou du cylindre.
Cette serrure est fréquemment recommandée par les assurances pour la sécurisation de biens du fait de sa bonne résistance au crochetage. On trouve ce genre de serrures principalement sur les alarmes, les anti-vols de vélo, de moto ou de gaz, dans les arcades, les machines à boissons, les anti-vol pour ordinateurs portables ou les boîtes aux lettres sécurisées.

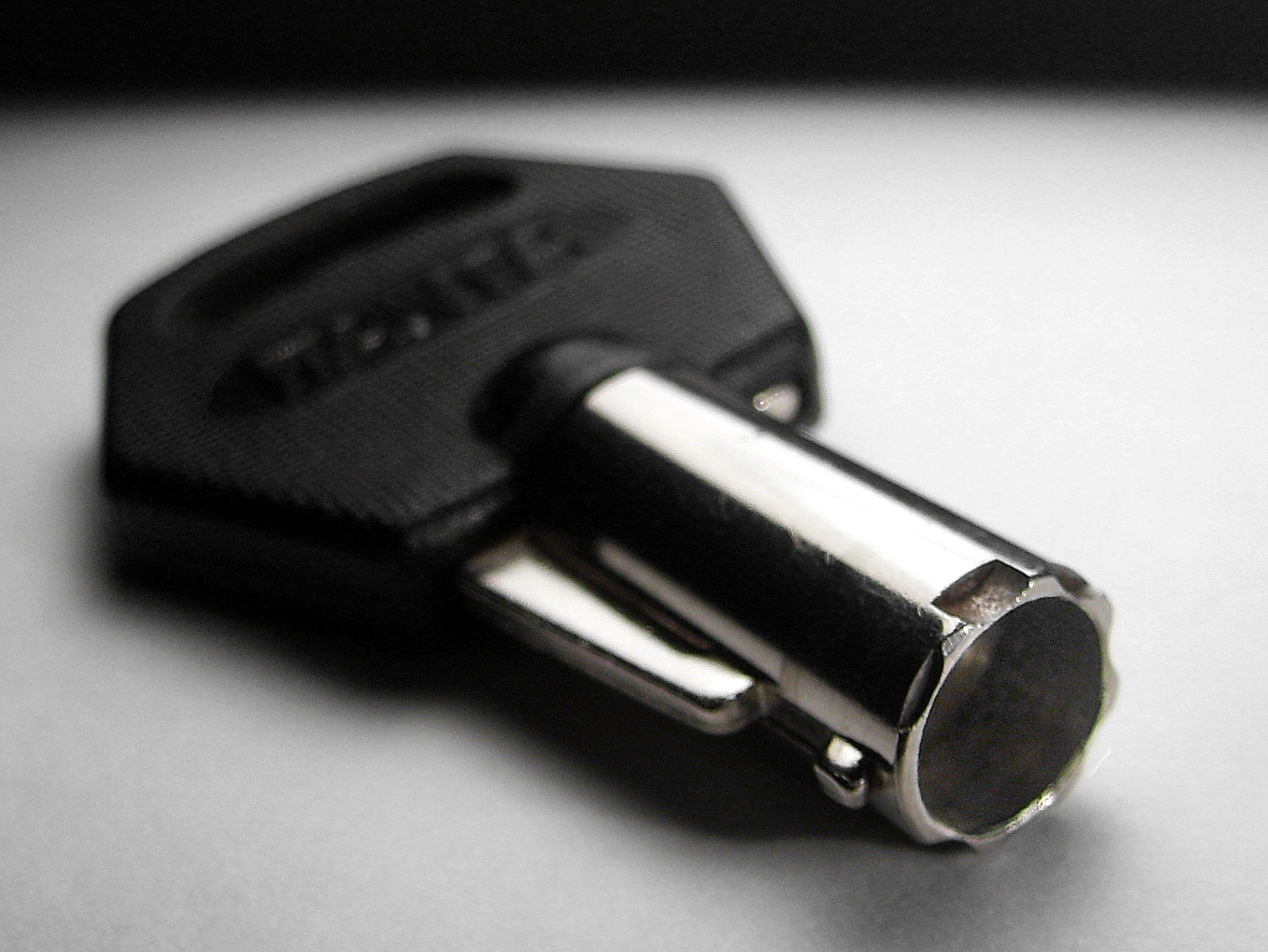
clé tubulaire